# Teenage Kicks (Lied)
Teenage Kicks ist ein Lied der nordirischen Punk-Rock-Band The Undertones, das 1978 erstmals veröffentlicht wurde. Es war das Lieblingslied des bekannten DJs John Peel.

## Entstehungsgeschichte

Cover des Reissues von Sire Records, WEA (1978)

Das Lied wurde von John O’Neill geschrieben und 1978 als Single über Good Vibrations Records in Nordirland veröffentlicht. Auf der Aufnahme spielten Feargal Sharkey (Gesang), John O’Neill, Damian O’Neill (beide Gitarre), Michael Bradley (Bass) und Billy Doherty (Schlagzeug). Es stellte außerdem die erste Veröffentlichung der Band dar und brachte ihr einen Deal mit Sire Records, WEA ein, die die Single im Rest des Vereinigten Königreichs veröffentlichten. Es war nicht auf der Erstauflage des Debütalbums The Undertones enthalten, spätere Ausgaben enthielten den Song. Der Text behandelt das Thema Liebe aus der Sicht eines Teenagers.

## Singleveröffentlichung
A-Seite
1. Teenage Kicks – 2:26
2. Smarter Than U – 1:35

B-Seite
1. True Confessions – 1:54
2. Emergency Cases – 1:53

## Musikvideo
Das Video wurde auf Primrose Hill gedreht. Die Kulisse entstand am Drehtag. Zu dieser Zeit steckte das Konzept „Musikvideo“ noch in seinen Kinderschuhen. Das Video zeigt lediglich die Band, wie sie Teenage Kicks auf einer imaginären Bühne spielt. Die einzige Anweisung des Regisseurs war, so zu tun, als würde man seine Instrumente spielen. Trotzdem waren die Mitglieder der Band unsicher. Doch Feargal Sharkey trieb sie an, die beste Performance abzuliefern. Michael Bradley bezeichnete das Video später als das beste ihrer Videos, mit Ausnahme vielleicht von My Perfect Cousin.

## Bedeutung
Das Lied erreichte im Oktober 1978 Platz 31 der UK Top 40, wurde aber vor allem als Lieblingslied des Radiomoderators John Peel bekannt, der das Lied regelmäßig in seinen Shows spielte. Peel sagte noch 2001 über das Lied in einem Interview mit The Guardian:

“It is the Undertones' Teenage Kicks, still, after 23 years, the record by which all others must be judged. Maybe once a fortnight, after a few days of listening to sizzling new releases and worrying that the music is merging into angst but otherwise characterless soup, I play Teenage Kicks to remind myself exactly how a great record should sound.”

„Nach 23 Jahren ist immer noch Teenage Kicks von The Undertones die eine Veröffentlichung nach der alle anderen beurteilt werden müssen. Vielleicht alle zwei Wochen, nachdem ich mir neue Veröffentlichungen angehört habe und befürchte, dass Musik bedeutungslos wird oder in einer charakterlosen Suppe untergeht, spiele ich wieder Teenage Kicks um mich daran zu erinnern, wie ein großartiges Lied zu klingen hat.“

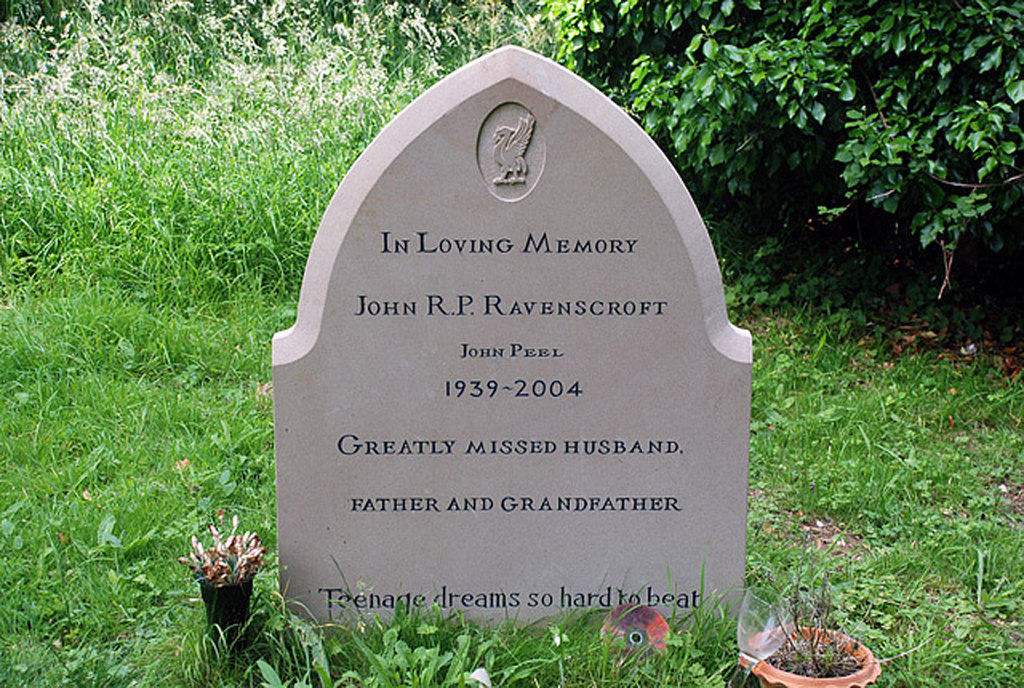
Grabstein von John Peel.

Er selbst wisse aber nicht, warum er das Lied so verehre und kann als einzigen Grund angeben, dass es ein Lied ist, das man einfach nicht mehr verbessern könne. Die ersten beiden Zeilen „Teenage dreams, so hard to beat“ wolle er zudem als Grabinschrift haben. Als Peel 2004 verstarb, wurde ihm dieser Wunsch erfüllt. Der Grabstein wurde allerdings erst 2008 auf das Grab gesetzt.
Das Lied wurde außerdem zur Vereinshymne des Fußballvereins Derry City. Es diente außerdem als Namensgeber eines Punk-Labels aus Augsburg.
Im 2021er Filmdrama Die Magnetischen von Vincent Maël Cardona spielt das Lied eine entscheidende Rolle. Der Protagonist spielt es bei einem Radiosender mit einem verzerrenden Loop als Intro für eine Liebesbotschaft an seine Angebete.
Teenage Kicks ist außerdem der Titel einer BBC-Dokumentation über die Bandgeschichte und ist auch der Untertitel eines 2005 veröffentlichten Tributalbums an John Peel.

## Coverversionen
Das Lied wurde von einer ganzen Reihe von Bands gecovert. Die nachfolgende Auflistung stellt nur eine Auswahl dar.
- 1991: Splatterheads als Single
- 1992: Therapy? auf der Single Have a Merry Fucking Christmas
- 1996: Fuckin’ Faces auf dem Album Neue Wege
- 1997: Thee Headcoatees auf dem Album Punk Girls
- 1998: Billy Childish & His Famous Headcoats auf dem Album Hendrix Was Not The Only Music
- 1999: 4 Promille auf ihrer Single Die Jungs von nebenan
- 2003: Muff Potter auf dem Sampler Aggropop Now
- 2004: Nouvelle Vague auf ihrem gleichnamigen Debütalbum
- 2006: Rest In Peel auf dem Sampler Mein Freund ist Sauerländer
- 2007: Seabear als Single
- 2007: Remi Nicole auf dem Soundtrack zu Die Girls von St. Trinian
- 2009: Maroon als Bonustrack auf dem Album Order
- 2010: Dead Brothers auf The 5th Sin-Phonie
- 2013: One Direction als Mashup mit One Way Or Another als Single für Comic Relief
- 2017: Die Toten Hosen auf dem Album Learning English Lesson Two